# Тирохиоидни мишић
Тирохиоидни мишић (лат. musculus thyrohyoideus) је парни потхиоидни мишић врата, који представља наставак стернотироидног мишића и пружа се навише од његових припоја на штитној хрскавици гркљана.
Припаја се на тзв. косој линији тироидне хрскавице гркљана и одатле се пружа до великог рога и тела подјезичне кости.
Инервисан је од стране тирохиоидне гранчице која се издваја из вратног живчаног сплета (тачније горњег корена тзв. вратне замке). Дејство му је сложено и зависи од тачке ослонца. Уколико је она на гркљанској хрскавици мишић спушта подјезичну кост, а уколико је ослонац на овој кости он подиже гркљан током акта гутања и говора.
Понекад се од тирохиоидног мишића одвајају влакна која се припајају на штитној жлезди, а која носе назив мишић подизач штитне жлезде (лат. musculus levator glandulae thyroideae).